# Admiral Nordmeer
Die Dienststelle Kommandierender Admiral Nordmeer wurde im Oktober 1941 im Zweiten Weltkrieg als Kommandobehörde der Kriegsmarine aufgestellt.

## Geschichte
Der Admiral Nordmeer wurde im Oktober 1941 aus dem Befehlshaber der Kreuzer (BdK), dem eigentlichen Befehlshaber der Aufklärungsstreitkräfte, aufgestellt. Die Dienststelle war als vorgezogene Einsatzzentrale des Marinegruppenkommandos Nord gedacht und leitete die Flottenstreitkräfte in Nordnorwegen. Bis zur Einrichtung des Führers der Unterseeboote Norwegen (FdU Norwegen) im Januar 1943 koordinierte die Dienststelle auch den Einsatz der Unterseeboote. Ebenso war der Admiral Polarküste der Dienststelle zugewiesen.
Ab der Aufstellung bis April 1942 war das Schnellbootbegleitschiff Tanga der Dienststelle zugewiesen und diente dort als Unterbringung für den Stab. Anschließend wurde der Aviso Grille in Narvik stationiert.
Anfang Mai 1942 konnte der Admiral Nordmeer nach einer Sichtungsmeldung von U 456 in der Barentssee, durch die Alarmierung der Zerstörergruppe „Nordmeer“, welche aus Z 7, Z 24 und Z 25 bestand,  zur Versenkung des leichten Kreuzers Edinburgh beitragen.
Mitte 1942 war der Admiral Nordmeer für die Ausarbeitung des Plans für das Unternehmen Wunderland erforderlich, welches im Verantwortungsbereich ausgeführt wurde. Er wurde auch mit der Durchführung des Unternehmens beauftragt.
Im März 1944 wurde erst der Stab reduziert und dann im Mai 1944 die Dienststelle aufgelöst.

## Führung
- Vizeadmiral/Admiral Hubert Schmundt (1888–1984), ehemaliger BdK, von der Aufstellung bis 31. August 1942
- Konteradmiral August Thiele (1893–1981), August/September 1942
- Konteradmiral Otto Klüber, von September 1942 bis März 1944
- Kapitän zur See Rudolf Peters (1899–1990), ehemaliger Erster Admiralstabsoffizier beim BdK und bis April 1944 erster FdU Norwegen, von März 1944 bis Mai 1944 mit der Wahrnehmung der Geschäfte beauftragt

## Chef des Stabes
- Fregattenkapitän Alfred Schulze-Hinrichs: von der Aufstellung bis März 1942
- unbekannt: März 1942 bis zur Auflösung

## Bekannte Personen
- Kapitänleutnant Jürgen Oesten (1913–2010), von März 1942 bis Juli 1943 U-Boot-Admiralstabsoffizier
- Fregattenkapitän Robert Weber (1905–1944), von Januar bis Mai 1944 Erster Admiralstabsoffizier